# Hank Mobley

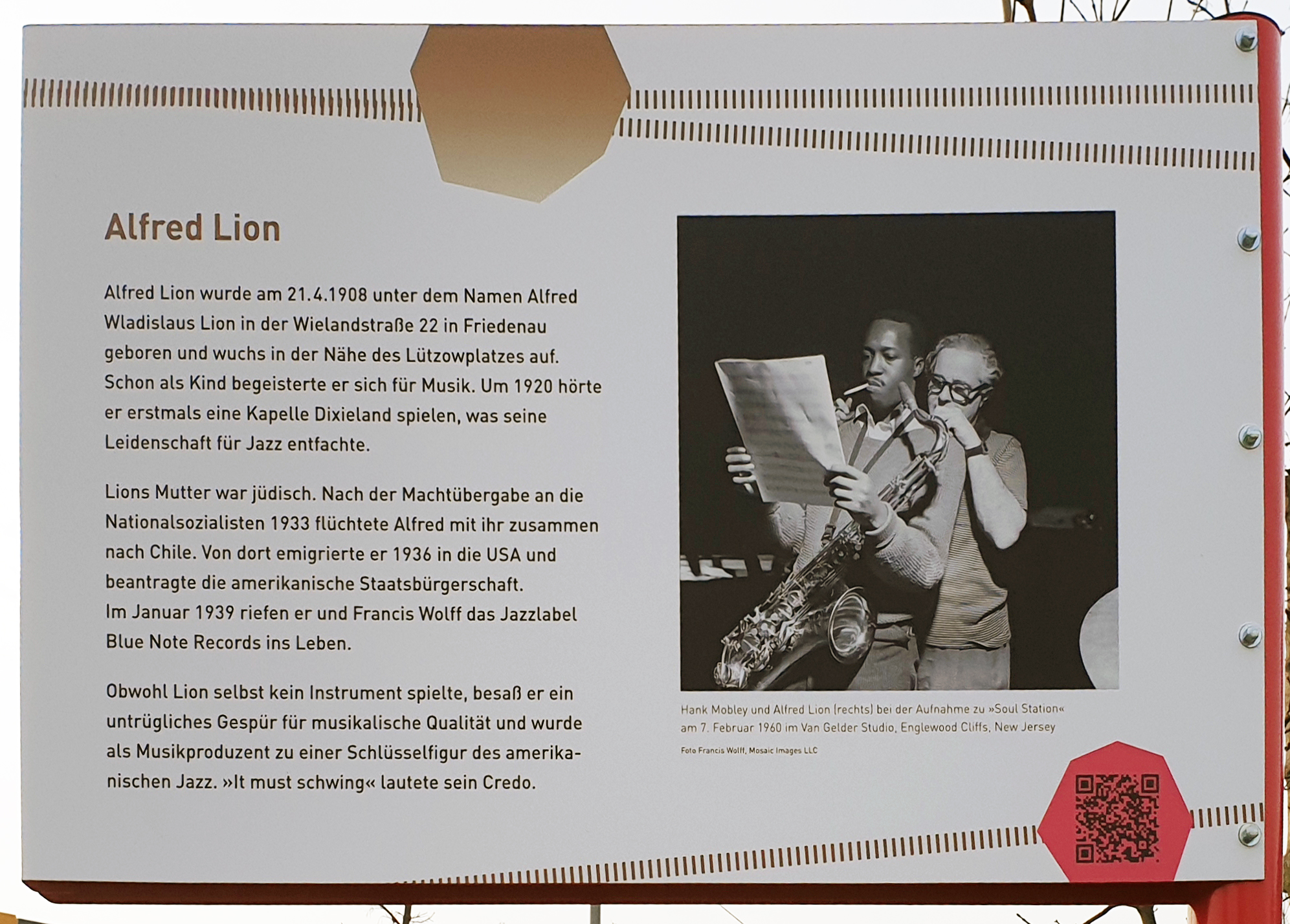
Placa conmemorativa, Alfred Lion, Alfred-Lion-Steg, Berlin-Schöneberg, Deutschland.

Henry (Hank) Mobley (Eastman, Georgia, 7 de julio de 1930 - Filadelfia, 30 de mayo de 1986) fue un saxofonista y compositor estadounidense de jazz, representante del hard bop. 
Su estilo ha sido caracterizado como un término medio entre el agresivo y denso de John Coltrane o Sonny Rollins, y el suave y cool de Stan Getz o Lester Young. Su carrera estuvo sólidamente unida a uno de los grupos Jazz Messengers de Horace Silver, con el que fue pionero del hard bop. Como solista, fue uno de los artistas principales del sello Blue Note a partir de la segunda mitad de los años cincuenta.

## Biografía
Aunque nacido en Eastman, creció en Elizabeth (Nueva Jersey). Varios de sus familiares eran músicos (pianistas y organistas de iglesia), por lo que el primer instrumento que aprendió a tocar Mobley fue el piano. Se cambió al saxofón a los dieciséis años y desarrolló su estilo tomando como modelos a Lester Young, Charlie Parker, Dexter Gordon, Don Byas y Sonny Stitt. 
Comenzó pronto su carrera profesional y en poco tiempo se hizo con una reputación lo suficientemente importante como para que el trompetista Clifford Brown lo recomendase para un trabajo aun sin haberlo oído tocar: formar parte de la orquesta de rhythm and blues de Paul Gayten en Newark, a la que se unió en 1949 y con la que colaboró también como compositor. 
Tras dejar ese grupo en 1951, formó parte de un conjunto de club nocturno también en Newark, donde tocó con el pianista Walter Davis, Jr. y acompañó a algunas de las principales figuras jazzísticas de la época, incluido Max Roach, que terminó por contratarle a él y a Miles Davis tras tocar con ellos. A comienzos de 1953 grabaron juntos, con Roach de líder. Por su parte, Mobley continuó trabajando por libre, tocando con Milt Jackson, Tadd Dameron y J.J. Johnson, e, incluso, estuvo dos semanas con la orquesta de Duke Ellington en 1953.
En 1954 trabajó frecuentemente con Dizzy Gillespie. En septiembre de ese año se unió al grupo del pianista Horace Silver, un quinteto coliderado por Art Blakey y llamado the Jazz Messengers. Su disco debut de 1955, Horace Silver and the Jazz Messengers, constituyó uno de los puntos de partida del hard bop, con sus solos sofisticados y sus ritmos casi funkies. 
Mobley lideró su primera grabación para Blue Note, The Hank Mobley Quartet, en 1955, y grabó para Savoy y Prestige durante 1956. A mediados de ese año, los Messengers originales cambiaron, quedando con Art Blakey como líder, mientras Silver formaba otro grupo, con el que Mobley estuvo hasta 1957.
Al tiempo, Mobley había empezado a grabar como líder para Blue Note de forma constante, grabando hasta ocho discos en 16 meses. 
En 1958 un arresto por asuntos de droga lo mantuvo fuera de la escena musical durante un año.
Una vez de vuelta en 1959, Mobley se reunió nuevamente con Art Blakey y the Jazz Messengers durante un tiempo. Regresó como líder en 1960 con el disco que está considerado como su mayor logro, Soul Station. 
En 1961 reemplazó a John Coltrane en el quinteto de Miles Davis, aunque el grupo no funcionó y Mobley lo abandonó en 1962 para regresar a sus grabaciones individuales. Pero otra vez las drogas lo alejaron de la música en 1964. En 1965 regresó grabando de forma prolífica y probando nuevos estilos como el modal y el soul jazz. 
Mobley grabó constantemente para Blue Note a lo largo de los sesenta, y continuó trabajando como acompañante de varios artistas de otras compañías, como Lee Morgan. 
En 1967 inició una gira por Europa, tocando con Slide Hampton, continente al que volvería en 1968. Su última grabación para Blue Note fue Thinking of Home, en 1970. Después de ello, colideró un grupo con el pianista Cedar Walton.
En 1975, por problemas de salud, se retiró. Regresó irregularmente a la música, especialmente en 1986, cuando tocó con Duke Jordan.
Murió de una neumonía en 1986.

## Discografía

### Como líder
| Título                                              | Año     | Sello             |
| --------------------------------------------------- | ------- | ----------------- |
| Newark 1953                                         | 1953    | Uptown Records[1] |
| Hank Mobley Quartet                                 | 1955    | Blue Note         |
| The Jazz Message of Hank Mobley                     | 1956    | Savoy             |
| Mobley's Message                                    | 1956    | Prestige          |
| Mobley's 2nd Message                                | 1956    | Prestige          |
| Jazz Message No. 2                                  | 1957    | Savoy             |
| Hank Mobley Sextet                                  | 1957    | Blue Note         |
| Hank Mobley and His All Stars                       | 1957    | Blue Note         |
| Hank Mobley Quintet                                 | 1957    | Blue Note         |
| Hank                                                | 1957    | Blue Note         |
| Hank Mobley                                         | 1957    | Blue Note         |
| Curtain Call                                        | 1957    | Blue Note         |
| Poppin'                                             | 1957    | Blue Note         |
| Peckin' Time                                        | 1958    | Blue Note         |
| The Complete Blue Note Hank Mobley Fifties Sessions | 1955-58 | Mosaic            |
| Soul Station                                        | 1960    | Blue Note         |
| Roll Call                                           | 1960    | Blue Note         |
| Workout                                             | 1961    | Blue Note         |
| Another Workout                                     | 1961    | Blue Note         |
| No Room for Squares                                 | 1963    | Blue Note         |
| The Feelin's Good                                   | 1963    | Blue Note         |
| Straight No Filter                                  | 1963    | Blue Note         |
| The Turnaround!                                     | 1965    | Blue Note         |
| Dippin'                                             | 1965    | Blue Note         |
| A Caddy for Daddy                                   | 1965    | Blue Note         |
| A Slice of the Top                                  | 1966    | Blue Note         |
| Hi Voltage                                          | 1967    | Blue Note         |
| Third Season                                        | 1967    | Blue Note         |
| Far Away Lands                                      | 1967    | Blue Note         |
| Reach Out                                           | 1968    | Blue Note         |
| The Flip                                            | 1969    | Blue Note         |
| Thinking of Home                                    | 1970    | Blue Note         |
| Breakthrough!                                       | 1972    | Muse              |

### Como sideman
Con Art Blakey's Jazz Messengers
- At the Cafe Bohemia, Vol. 1 (Blue Note, 1955)
- At the Cafe Bohemia, Vol. 2 (Blue Note, 1955)
- The Jazz Messengers (Columbia, 1956)
- Originally (Columbia, 1956 [1982])
- The Cool Voice of Rita Reys (Colombia, 1956)
- At the Jazz Corner of the World (Blue Note, 1959)

Con Kenny Burrell
- All Night Long (Prestige, 1956)
- K. B. Blues (Blue Note, 1957)

Con Donald Byrd
- Byrd's Eye View (Transition, 1955)
- Byrd in Flight (Blue Note, 1960)
- A New Perspective (Blue Note, 1963)
- Mustang! (Blue Note, 1966)
- Blackjack (Blue Note, 1967)

Con Sonny Clark
- Dial "S" for Sonny (Blue Note, 1957)
- My Conception (Blue Note, 1959)

Con John Coltrane, Zoot Sims & Al Cohn
- Tenor Conclave (Prestige, 1956)

Con Miles Davis
- Someday My Prince Will Come (Columbia, 1961)
- The Complete Blackhawk (Columbia, 1961)
- Miles Davis at Carnegie Hall (Columbia, 1961)

Con Kenny Dorham
- Afro-Cuban (Blue Note, 1955)
- Whistle Stop (Blue Note, 1961)

Con Kenny Drew
- This Is New (Riverside, 1957)
- Undercurrent (Blue Note, 1960)

Con Art Farmer
- Farmer's Market (New Jazz, 1956)

Con Curtis Fuller
- The Opener (Blue Note, 1957)
- Sliding Easy (United Artists, 1959)

Con Dizzy Gillespie
- Afro (Norgran, 1954)
- Dizzy and Strings (Norgran, 1954)
- Jazz Recital (Norgran, 1955)

Con Grant Green
- I Want to Hold Your Hand (Blue Note, 1965)

Con Johnny Griffin
- A Blowin' Session (Blue Note, 1957)

Con Herbie Hancock
- My Point of View (Blue Note, 1963)

Con Freddie Hubbard
- Goin' Up (Blue Note, 1960
- Blue Spirits (Blue Note, 1965)

Con J. J. Johnson
- The Eminent Jay Jay Johnson Volume 2 (Blue Note, 1955)

Con Elvin Jones
- Together! (Atlantic, 1961) with Philly Joe Jones
- Midnight Walk (Atlantic, 1966)

Con Lee Morgan
- Introducing Lee Morgan (Savoy, 1956)
- Lee Morgan Sextet (Blue Note, 1957)
- Cornbread (Blue Note, 1965)
- Charisma (Blue Note, 1966)
- The Rajah (Blue Note, 1966)

Con Dizzy Reece
- Star Bright (Blue Note, 1959)

Con Freddie Roach
- Good Move! (Blue Note, 1963)

Con Rita Reys
- The Cool Voice of Rita Reys (Columbia, 1956)

Con Max Roach
- The Max Roach Quartet featuring Hank Mobley (Debut, 1954)
- Max Roach + 4 (EmArcy, 1957)
- The Max Roach 4 Plays Charlie Parker (EmArcy, 1957)
- MAX (Argo, 1958)

Con Archie Shepp
- Yasmina, a Black Woman (BYG Actuel, 1969)
- Poem for Malcolm (BYG, 1969)

Con Horace Silver
- Horace Silver and the Jazz Messengers (Blue Note, 1955)
- Silver's Blue (Columbia, 1956)
- 6 Pieces of Silver (Blue Note, 1956)
- The Stylings of Silver (Blue Note, 1957)

Con Jimmy Smith
- A Date with Jimmy Smith Volume One (Blue Note, 1957)
- A Date with Jimmy Smith Volume Two (Blue Note, 1957)

Con Julius Watkins
Julius Watkins Sextet (Blue Note, 1955)